# Fiat Type 4
La Fiat Tipo 4 était un véhicule automobile fabriqué par le constructeur italien Fiat en 1910.
En 1910, Fiat renouvelle entièrement sa gamme de voitures particulières et inaugure une nouvelle dénomination : Tipo. C'est ainsi qu'apparaissent, en même temps les Tipo 1 - 2 - 3 - 4 - 5 et 6.
La Tipo 4 est une voiture de grand luxe appartenant à un très haut de gamme.
À partir de 1915, elle bénéficie d'une installation électrique de série sous 12V. Un exemplaire recevra une carrosserie Cabriolet Royal pour les déplacements du Roi d'Italie durant la Première Guerre mondiale.
Cette voiture sera exportée dès 1907 aux États-Unis et en Australie. Elle sera produite aux États-Unis à partir de 1911 dans l'usine Fiat Motor Corporation de Poughkeepsie sous le nom de Fiat Tipo 56 ou 35HP.